# Bundesarchiv-Militärarchiv

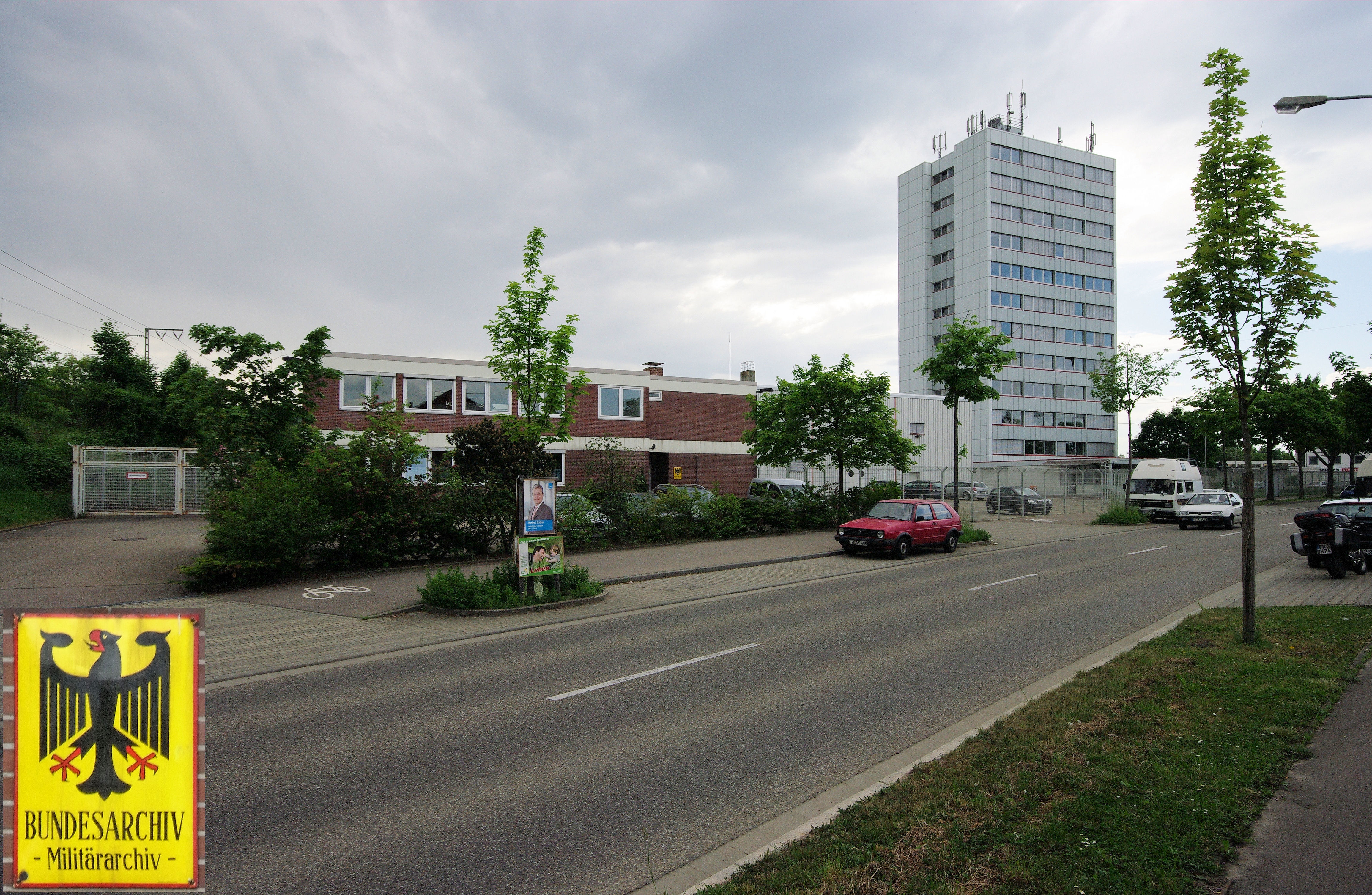
Gebäude des Bundesarchiv-Militärarchivs in Freiburg

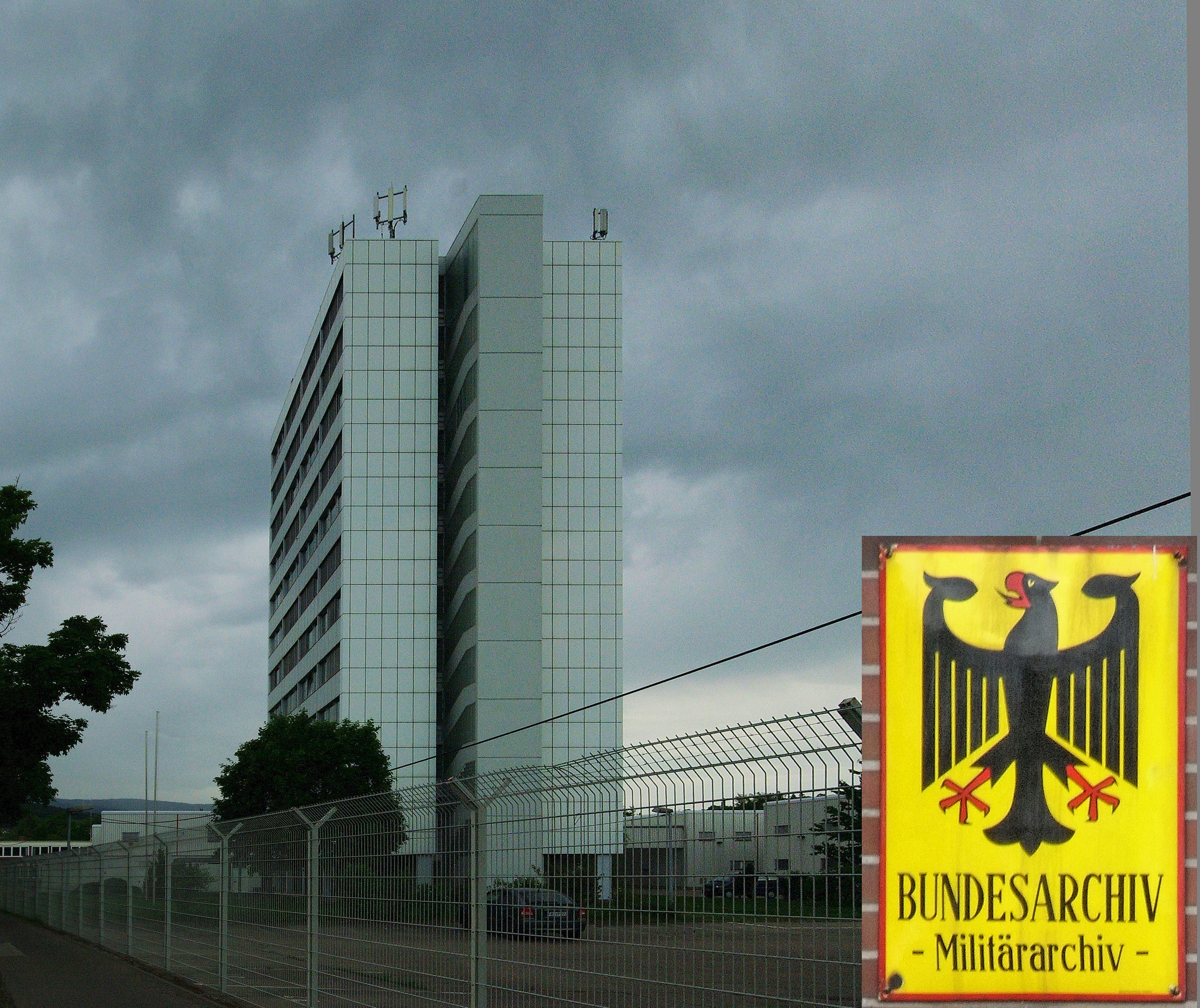
Gebäude des Bundesarchiv-Militärarchivs in Freiburg

Das Bundesarchiv-Militärarchiv (BArch-MA) in Freiburg im Breisgau (auch Militärarchiv Freiburg) ist eine Abteilung des Bundesarchivs zur Sicherung, Erschließung und Aufbewahrung der militärischen Überlieferung Deutschlands seit 1867.
Die Abteilung Militärarchiv wurde 1955 in Koblenz eingerichtet, dem Jahr der Aufstellung der Bundeswehr. Erster Leiter war bis 1960 Erich Murawski, dem es als ehemaligem Offizier insbesondere gelang, private Nachlässe höherer Offiziere für das Archiv zu gewinnen. 1968 wurde die Abteilung aufgrund der zwischen dem Bundesministerium des Innern und dem Bundesministerium der Verteidigung getroffenen Vereinbarung zur Zusammenfassung als Bundesarchiv-Militärarchiv an den damaligen Standort des Militärgeschichtlichen Forschungsamtes Freiburg i. Br. verlegt, von dem es die Archivbestände aus dessen zugleich aufgelöster Dokumentenzentrale übernahm. 1990 wurden auch die Bestände des Militärarchivs Potsdam der DDR eingegliedert.
Im Juli 2024 hat das Bundesarchiv angekündigt, das Militärarchiv Freiburg Ende 2038 zu schließen: Seine Bestände sollen „ihren jeweiligen historischen Überlieferungskontexten“ zugeordnet werden und hierzu auf andere Standorte des Bundesarchivs verteilt werden, insbesondere Koblenz, Berlin-Lichterfelde („Unterlagen des Deutschen Reichs“) und Berlin-Lichtenberg („Zentralstaatliche Überlieferung der DDR“). Diese Verteilung soll nach Aussage des Bundesarchivs die Lagerung nach hohen Standards in größeren Magazinen ermöglichen, die epochengemäße Recherche an den einzelnen Standorten erleichtern sowie die Bereitstellung und Digitalisierung der Unterlagen in eigenen Werkstätten beschleunigen.

## Bestände
Die Abteilung Militärarchiv verwaltet das folgende Archivgut:
- Nachlässe deutscher Militärangehöriger seit 1864,
- Militärgeschichtliche Sammlungen,
- der Preußischen Armee ab 1867,
- der Streitkräfte des Norddeutschen Bundes und des kaiserlichen Heeres,
- der Kaiserlichen Marine,
- der Schutztruppen und der Freikorps,
- der Reichswehr,
- der Wehrmacht und der Waffen-SS,
- den deutschen Arbeitseinheiten im Dienst der Alliierten,
- der Nationalen Volksarmee einschließlich der Grenztruppen der DDR sowie
- der Bundeswehr.

Zu seinen Beständen zählen die Akten des Oberkommandos der Wehrmacht mit Führungsstab und Wehrwirtschafts- und Rüstungsamt, des Oberkommandos des Heeres mit Generalstab und Chef der Heeresarchive, Kriegstagebücher der Heeresgruppen, Armeen, Korps und Divisionen, der schwimmenden Einheiten der Kriegsmarine, sowie Schriftgut aus dem Reichsluftfahrtministerium, nach Wehrkreisen systematisierte Kriegstagebücher und Einzelakten der Rüstungskommandos und Rüstungsinspektionen. Daneben befinden sich auch die privaten Nachlässe von Militärs, wie beispielsweise Erwin Rommel, Alfred von Tirpitz, Alfred von Schlieffen oder Friedrich Paulus, hier, sowie die Unterlagen der Dienststelle Blank, des BMVg und damit alle Quellen zur Frühgeschichte der Bundeswehr (etwa die Himmeroder Denkschrift).
Aus dem Heeresarchiv Potsdam (zuvor Reichsarchiv) kam 1990 der größte Teil der Registraturen der Reichsministerien des Innern, für Wirtschaft, Ernährung und Landwirtschaft, Arbeit, kirchliche Angelegenheiten, Verkehr, Wissenschaft, sowie Erziehung und Volksbildung. Den Kern des Potsdamer Aktenmaterials bilden eine Kartensammlung von ca. 3.500 Karten der beiden Weltkriege, Originale und Fotokopien vom Schriftgut der Wehrmacht, die von privater Seite an das Deutsche Militärarchiv übergeben worden waren, sowie eine Reihe von Nachlässen.
Informationen über die Personalakten aus der Zeit des Zweiten Weltkrieges können bei der Deutschen Dienststelle (WASt) erlangt werden. Weitere Informationen über Soldaten aller deutscher Streitkräfte befinden sich auf der Seite des Zentrum für Militärgeschichte und Sozialwissenschaften der Bundeswehr.

## Verluste
Die Unterlagen der zentralen Dienststellen der Wehrmacht und der Heeresführung, der Dienststellen und der Truppen des Heeres unterhalb der Divisionsebene sowie der Luftwaffe sind weitgehend verloren gegangen. Dagegen hat die Masse der Kriegstagebücher der Kommandobehörden des Heeres und der Divisionsstäbe bis 1943 sowie das Archivgut der Marine den Krieg überdauert.
Der größte Teil der Akten der preußischen Armee sowie der bereits archivierten Heeresbestände von Reichswehr und Wehrmacht wurden beim Luftangriff auf Potsdam am 14. April 1945 vernichtet.
Weitere militärische Dokumente befinden sich im Berlin Document Center. Die Aktenbestände der Zeit vor 1867 lagern im Geheimen Staatsarchiv Preußischer Kulturbesitz.